# 3200 فايثون
3200 فايثون (بالإنجليزية: 3200 Phaethon)‏ هو كويكب، يقع ضمن كويكبات أبولو.، ويقع ضمن حزام الكويكبات. اكتشف في 11 أكتوبر 1983. وقد اكتشفه التلسكوبات العاملة بالأشعة تحت الحمراء.

## روابط خارجية
- 3200 فايثون في قاعدة بيانات مختبر الدفع النفاث لأجرام النظام الشمسي الصغيرة

- الاكتشاف · مخطط المدار ·  العناصر المدارية · المعلمات المادية

- 3200 فايثون على موقع ويكي سكاي: DSS2, SDSS, GALEX, IRAS, Hydrogen α, X-Ray, Astrophoto, Sky Map, Articles and images